# Colazione su Plutone
Colazione su Plutone (Breakfast on Pluto) è un romanzo dello scrittore irlandese Patrick McCabe pubblicato il 25 maggio 1998 dalla casa editrice inglese Picador; in Italia è stato pubblicato dalla Fandango Libri nel giugno del 2007.
Il titolo del libro è una citazione alla canzone Breakfast on Pluto di Don Partridge del 1969.

## Trama
Durante il periodo degli attacchi terroristici dell'IRA, Patrick "Pussy" Braden, figlio della violenza di padre McIvory su una giovane domestica poi scomparsa, parte alla volta di Londra per fuggire dalla matrigna, un'alcolizzata interessata solo al sussidio statale. Patrick, alla disperata ricerca della vera madre, sopravvive attraverso la prostituzione in una Londra notturna rischiarata dagli attentati dinamitardi dei suoi compatrioti. Incapace di trovare un posto da chiamare "casa" sia nella grande capitale sia nella cittadina natale Tyreelin, Patrick perde lentamente il contatto con la realtà, arrivando ad accusare sé stesso di un attentato a cui è scampato miracolosamente in un delirio visionario.
Il protagonista del libro racconta anche la propria storia come travestito; i primi giochi da bambino, la scoperta della propria femminilità, l'utilizzo del proprio corpo per guadagnarsi da vivere fino allo strazio di non poter avere figli.

## Tematiche
Il libro, successore spirituale del romanzo più famoso dell'autore, Il garzone del macellaio, narrato in prima persona dal protagonista, è costituito da una raccolta di brevi scritti riguardanti svariati episodi della vita del ragazzo e distribuiti in ordine sparso. A legarli è la volontà del protagonista di seguire il consiglio di Terence, lo psichiatra che lo aveva in cura, che lo aveva invitato a raccontare la sua vita.
Le figure del padre e della madre del protagonista sono centrali nella narrazione, ma non vi è mai un intervento diretto, le loro azioni vengono rielaborate attraverso l'immaginazione del figlio, così come avviene nella ricostruzione dello stupro della madre sedicenne rea di aver involontariamente mostrato un reggicalze a un prete di provincia ossessionato dalla sua libidine sin dai tempi del seminario. Patrick adora follemente la madre mai conosciuta, disperandosi per il fatto che non sia mai tornata indietro a recuperarlo dalla «trappola per topi» in cui lo alleva la matrigna, detta Baffa. Verso il padre invece prova un sentimento d'odio inarrestabile, causato dalla violenza sulla madre e dalla conseguente mancanza d'amore che contraddistingue l'infanzia del protagonista, sostanzialmente ignorato dal padre naturale ad ogni incontro: più il suo scollamento dalla realtà si aggrava, più il protagonista sogna di vendicarsi del padre, arrivando ad immaginare di aggredirlo e dar fuoco alla chiesa in cui presta servizio.
Altro tema cardine è la violenza, caratteristica essenziale dello stile di McCabe, in questo libro legata alla presenza dei ribelli dell'IRA. Durante il racconto delle vicende del protagonista (a sua volta vittima di un cliente, che tenta di strozzarlo con un laccio di seta), vengono narrate le morti atroci di alcuni suoi concittadini, rei di essere cattolici, di aver collaborato con la polizia o di essere militari inglesi di stanza a Belfast. Gli episodi vengono raccontati in tutta la loro brutalità, sottolineando l'orrore delle vittime contrapposto alla crudeltà dei carnefici. Nella parte finale del libro però gli stessi militanti dell'IRA vengono parzialmente umanizzati, attraverso il racconto della straziante uccisione di Irwin, amico di Patrick e loro compagno di lotta, reo di aver spifferato importanti informazioni alla polizia pur di salvare la fidanzata Charlie: attraverso questo racconto McCabe dipinge non solo l'orrore che permea le vittime, ma anche quello che assale i carnefici. Le ragioni politiche alla base del terrorismo però non vengono mai trattate, sposando la visione del protagonista, disinteressato alla politica e concentrato sulla ricerca infruttuosa della propria felicità. Il New York Times ha sostenuto che il libro fosse un inno contro la cultura machista terrorista allora dilagante in Irlanda.

## Opere derivate
Colazione su Plutone è stato adattato nel 2005 in un film dal titolo omonimo diretto dall'irlandese Neil Jordan. L'autore ha scritto la prima sceneggiatura, i protagonisti sono interpretati  da Cillian Murphy, Ruth Negga, Stephen Rea.

## Edizioni in italiano
- Patrick McCabe, Colazione su Plutone, traduzione di Costanza Prinetti, Roma: Fandango, 2007